# Takeshi Aono
Takeshi Aono (青野 武 Aono Takeshi?) fue un seiyū japonés, nacido el 19 de junio de 1936 en Hokkaidō y fallecido el 9 de abril de 2012 en Hachiōji. Trabajó para Aoni Production.

## Roles interpretados
El orden de esta lista es personaje, serie
- Axel Thurson, Eureka Seven
- Atalo, Alexander Senki
- Dave Kurokawa, Cyber City Oedo 808.
- Shiro Sanada, Space Battleship Yamato
- PC, Urusei Yatsura
- The Gambling King, Ranma ½
- Vanilla Ice, JoJo's Bizarre Adventure (OVA).
- Rihaku, Fist of the North Star.
- Murai, Legend of the Galactic Heroes.
- Wagnard, Lodoss to Senki, Record of Lodoss War.
- Piccolo Daimaō, Dragon Ball.
- Nobuyuki y Kasuhito Masaki, Tenchi Muyō!.
- Dakuan, Ninja Scroll.
- Kenki-kun, Ghost Sweeper Mikami (Cazafantasmas Mikami).
- Birdman, Mobile Fighter G Gundam
- Doohan, Cowboy Bebop
- Stan, Trigun
- Gwen Khan y Swanzo, Outlaw Star
- Peter Jacov, Gregoire III, Lupin III
- Faizel, Devilman
- Yohmei Asakura, Shaman King
- Haitomaiya, Monster
- Murigson, The Arcadia of My Youth
- Matsugoro Naniwa, Magical Taruruuto-kun
- Issei, Giant Robo
- Sugoroku Mutou (a.k.a. Solomon Moto), Yu-Gi-Oh! (de Toei).
- Yukinojo Miura, Jikū Tenshō Nazca
- Polk, Vampire Hunter D: Bloodlust (Película)
- Tazuna the Bridgebuilder, Naruto
- Norihei Miki, Yakitate!! Japan
- Hiraga Gengai, Gintama
- Kumahachi Kumada, Kiteretsu Daihyakka
- Daiki Niwa, D.N.Angel
- Masayoshi Asahina "Grandpa Masa", Abenobashi Magical Shopping District.
- Professor Peers, Zoids Fuzors.
- Dracule Mihawk "Ojos de Halcón", One Piece (hasta el Episodio 460).
- Toshio Kōmura, CLANNAD.
- López, El Cazador de la Bruja.
- Belsasar, Seisho Monogatari.
- Manager, Suzumiya Haruhi no Yūutsu.
- Bookman, D.Gray-man.
- Kaijinbō, InuYasha.
- Diol, Slayers Special.
- Osmond, Zero no Tsukaima
- Shinnosuke's Grandfather, Ranma ½ (OVA)
- Masashi Furuichi, Tokyo Magnitude 8.0
- Roy Campbell, Metal Gear series
- Gen Fu, Dead or Alive series
- Argus Filch, Harry Potter series (doblaje japonés)
- Dr. Emmett "Doc" Brown, Back to the Future series (doblaje japonés)